# Am Brill

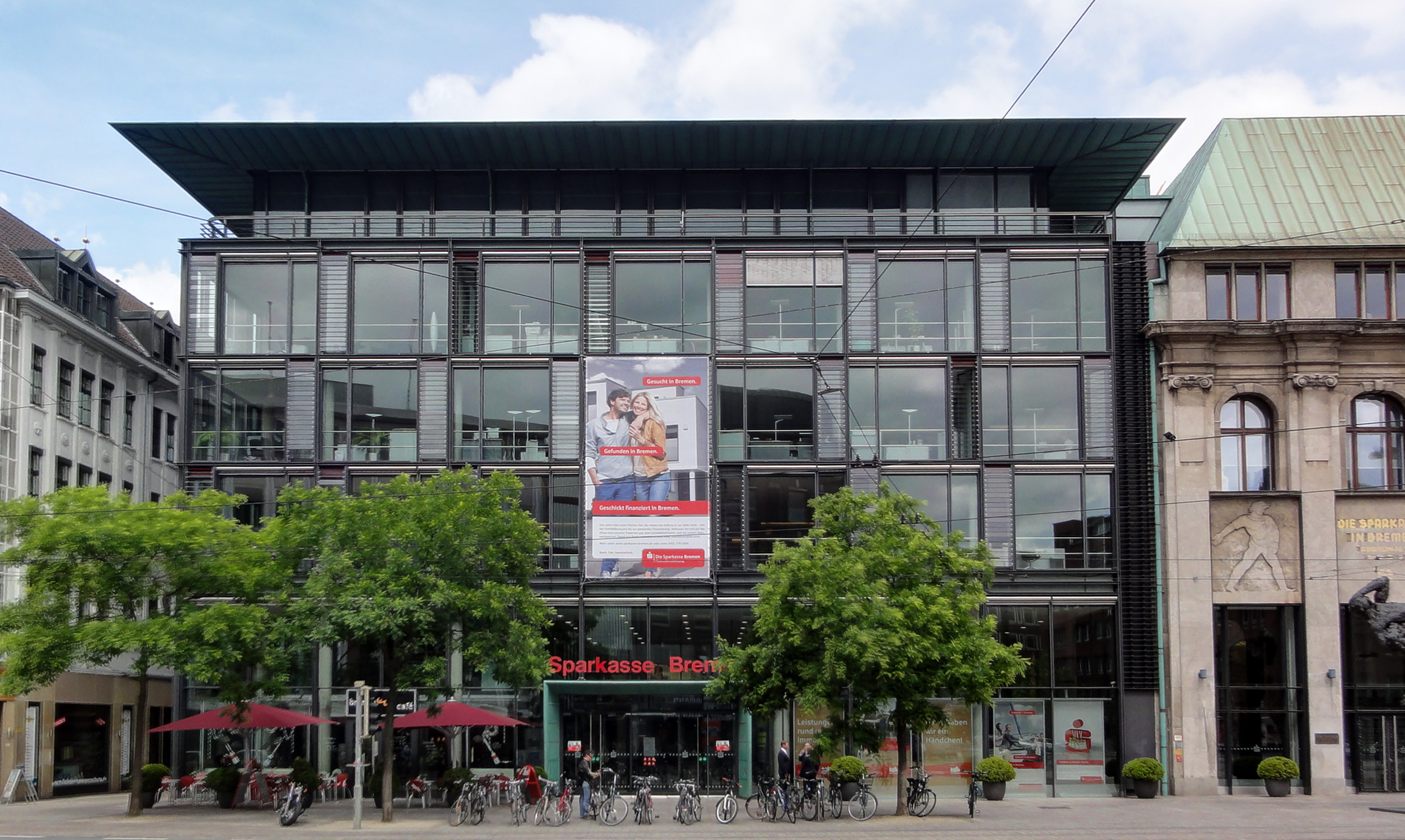
Sparkasse am Brill

Am Brill ist ein zentraler Platz in Bremen-Mitte. Er liegt südlich vom Bremer Hauptbahnhof an der Bürgermeister-Smidt-Straße und gehört zusammen mit dem Bahnhofsplatz und der Domsheide zu den drei wichtigsten Verkehrsknotenpunkten des öffentlichen Personennahverkehrs (ÖPNV) in Bremen.
Anschlussstraßen: An den Platz schließen die Faulenstraße, die Bürgermeister-Smidt-Straße, die Hutfilterstraße, die Martinistraße, die Langenstraße und indirekt die Bürgermeister-Smidt-Brücke über die Weser an.
Der Brill ist umgeben von drei- bis fünfgeschossigen Geschäfts- und Bürohäusern, Restaurants, dem zentralen Sitz der Sparkasse Bremen und einer nahen Hochgarage.

## Geschichte

### Ursprünge
Der Brill war im Mittelalter bis zum 16. Jahrhundert eine Pforte in der Bremer Stadtmauer. Das Stephaniviertel war im 13./14. Jahrhundert noch nicht an die Altstadt angeschlossen. Die Bezeichnung Brill bedeute damals Loch oder Öffnung (zum Beispiel bei Abortöffnung). Die benachbarten Straßen hießen Am Brill und Hinterm Brill.
Es entstand im 17. Jahrhundert ein kleiner, noch unbedeutender Platz, als der Neue Weg angelegt wurde, der in Richtung Osten sich gabelte in die Hutfilterstraße und die Straße Hinter dem Brill mit Fortsetzung in der Molkenstraße. Als 1874 eine Straße von der damaligen Kaiserbrücke (heute Bürgermeister-Smidt-Brücke) zum Hauptbahnhof angelegt wurde, nahm die Bedeutung des nunmehr verkehrsstarken Platzes deutlich zu. Mit dem Ausbau des ÖPNV-Systems in Bremen erhielt der Platz seine zentrale Bedeutung.

### Nach 1900
Nach 1900 kam es zu einer Umgestaltung des Brills. Mehrere Häuser wurden abgerissen, der Platz vergrößert. Die Sparkasse Bremen baute nach Plänen des Berliner Architekten Wilhelm Martens ein neues, historisierendes Gebäude. Die Einweihung fand 1906 statt und selbst Kaiser Wilhelm II. besichtigte 1907 den repräsentativen Neubau mit seinen Stilelementen aus Barock, Renaissance und Jugendstil. Die Kassenhalle von 1904/1907 mit Umbauelementen von 1936 nach Plänen von Rudolf Jacobs (1879–1946) ist erhalten und verbindet heute den alten Bau mit dem neuen Hallenbau von 2001. Das ursprüngliche mit Kupfer gedeckte Mansarddach ist bis auf den Eckturm durch mehrere Umbauten vereinfacht worden.

### Nach 1945
Nach dem Zweiten Weltkrieg wurde mit dem Martinidurchbruch im Süden eine die Altstadt durchschneidende, südliche Verkehrstrasse angelegt, welche die Altstadt von der Weser trennte, die Langenstraße unterteilte und den Platz Am Brill zur Faulenstraße dominant verband. Die alte Molkenstraße ging in der neuen Martinistraße auf.
1968 entstand der Brilltunnel, der als damals großzügige Fußgängerunterführung die anschließenden Straßen und die Haltestellen der Straßenbahn verband. Anfänglich führten Eingänge mit längeren Schaufensterfronten zu den anliegenden Geschäften und zur Sparkasse und es befanden sich verschiedene Kioske im Tunnelbereich. Der Bereich war in den 1970/80er Jahren sehr belebt. 1999 schloss die Sparkasse ihren Zugang. Auch die Rolltreppen wurden stillgelegt. In den 1990er und 2000er Jahren reduzierte sich die Bedeutung des unrenovierten und nun unangenehmen Brilltunnels so erheblich, dass er 2010 schließlich geschlossen wurde.

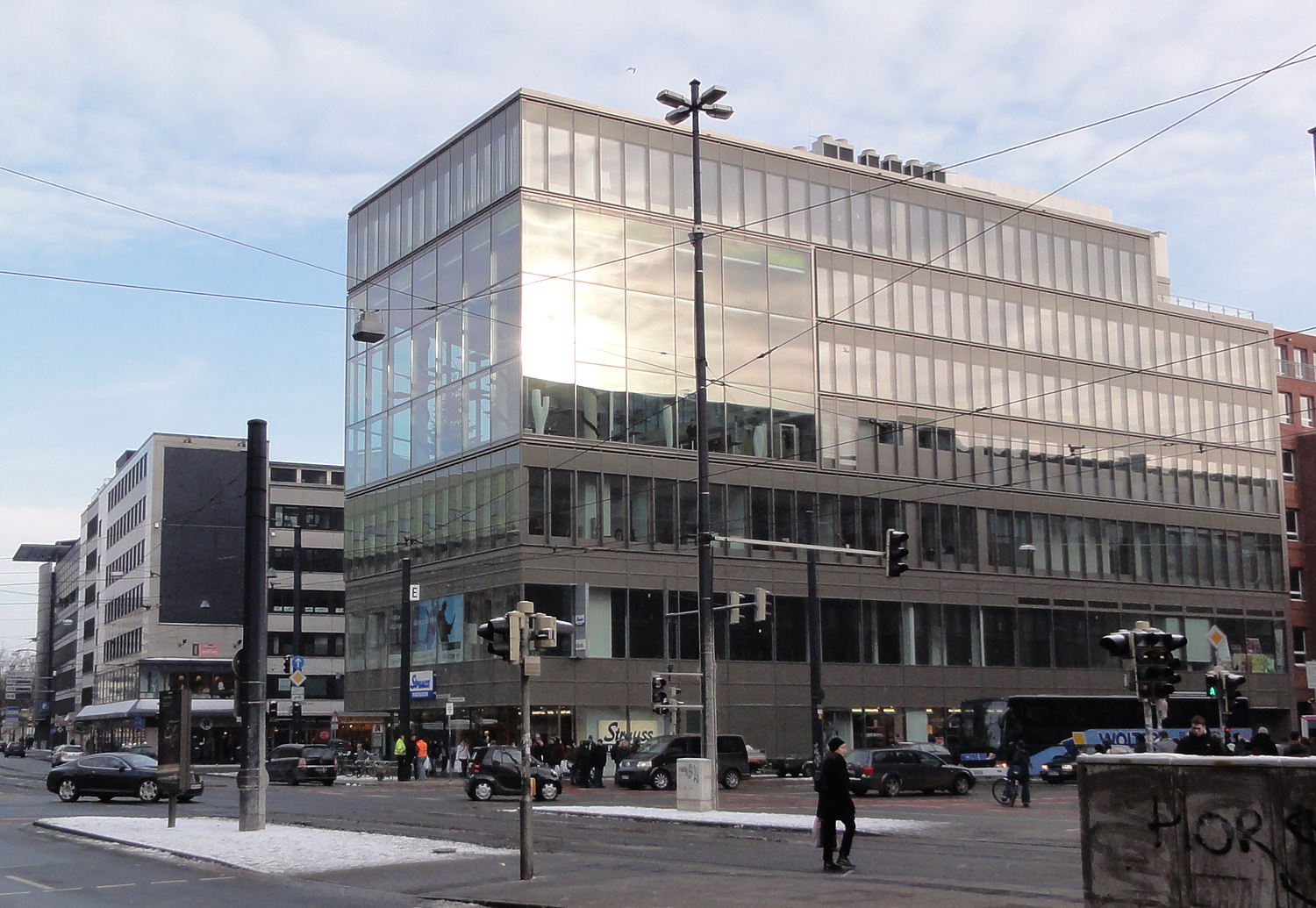
Das Brillissimo

Mit der Umgestaltung des Straßenzuges Obernstraße/Hutfilterstraße zu einer Fußgängerzone in den 1970er Jahren befand sich der Brill an deren westlichem Ende. Das vorhandene Gebäude mit dem Bettenhaus Wührmann an der Ecke Faulenstraße/Am Brill wurde in den 1980er Jahren durch einen großen backsteinsichtigen Anbau nach Plänen der Architekten Planungsgruppe 5 ergänzt. Das daneben liegende Kaufhaus C&A verlagerte seinen Sitz an den Hanseatenhof. Dominant wurde das siebengeschossige Zürich Versicherungshaus an der Ecke Martinistraße/Bürgermeister-Smidt-Straße von 1983 bis 1985 nach Plänen der Architekten Gert Schulze und Partner erstellt.
Nach Plänen der Architekten Harm Haslob und Peter Hartlich entstand 2001 Am Brill ein neues, gläsernes Gebäude an Stelle eines Teils des Hauptgebäudes der Sparkasse.

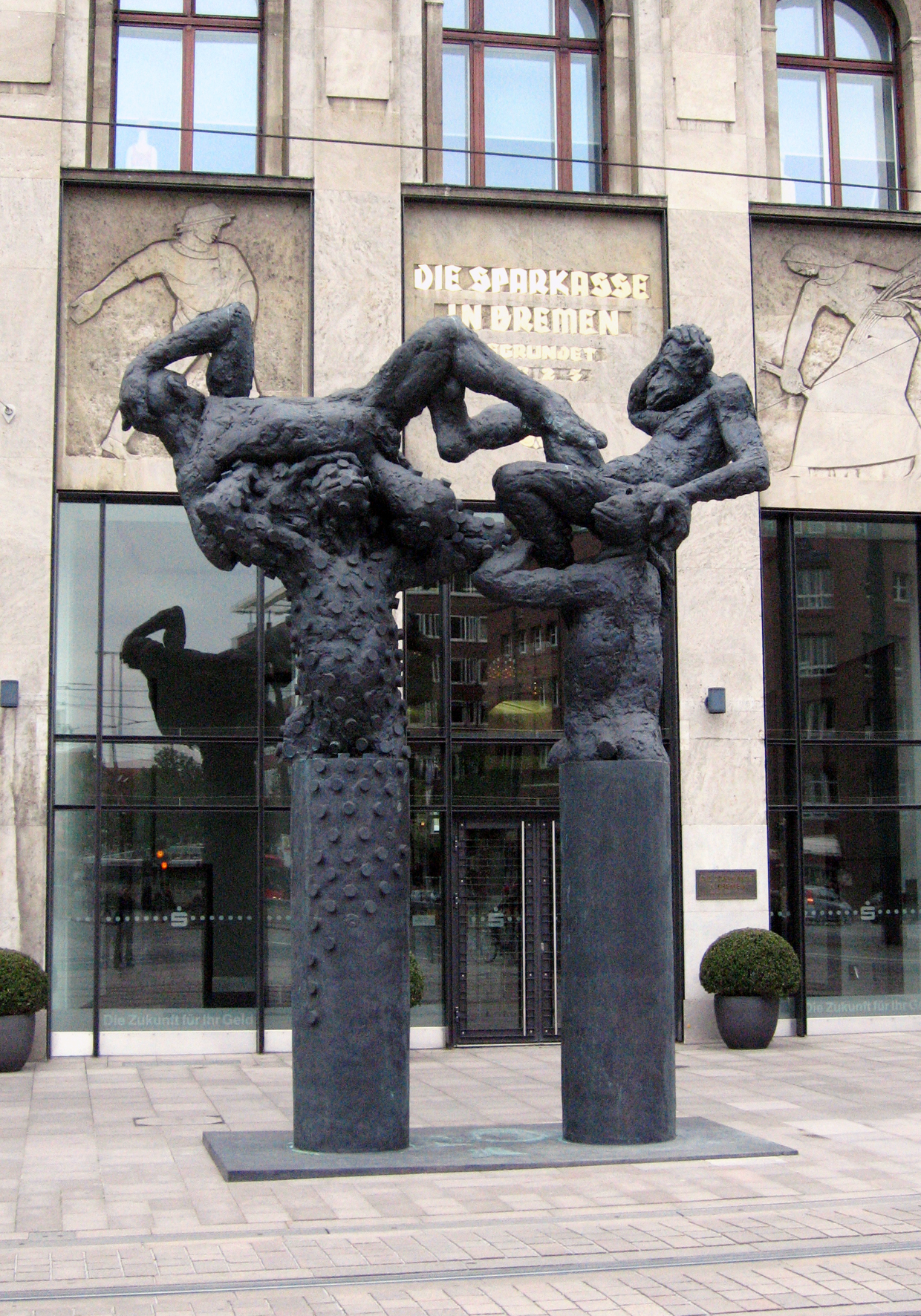

Der Vorplatz wurde erneuert und 2007 die Bronzeskulptur Affentor vom Bildhauer Jörg Immendorff aufgestellt.
Nach Abriss des Defaka-Kaufhaues wurde 1964 die Kaufhalle nach Plänen von Max Säume an der Ecke Hutfilterstraße/Am Brill errichtet, 2009 abgerissen und bis 2010 durch das von dem Architekten Grüntuch Ernst (Berlin) entworfene Brillissimo als verbindendem Element von der Fußgängerzone zum Faulenquartier und zur Schlachte ersetzt. In dem 30 Meter hohen Bau mit glatter, gläserner Fassade sind Fachgeschäfte und ein Restaurant mit einem dreigeschossigen Luftraum untergebracht.

### Verkehr
Der Brill ist eine stark befahrene Kreuzung des Straßenverkehrs.
Im Nahverkehr in Bremen kreuzen sich hier die Straßenbahnlinien 1 (Huchting – Mahndorf), 2 (Gröpelingen – Sebaldsbrück) und 3 (Gröpelingen – Weserwehr), die Buslinien 25 (Weidedamm-Süd ↔ Osterholz), 26 (Überseestadt ↔ Kattenturm Klinikum Haupteingang), 27 (Weidedamm-Nord ↔ Brinkum-Nord IKEA / Marktkauf) und 63 (Hauptbahnhof ↔ Güterverkehrszentrum (GVZ)) sowie die überörtlichen Buslinien 101, 102, 120, 121, 150, 226, 750.

Im Nachtnetz fahren die Straßenbahnlinie N1, die Buslinie N9 sowie die Regionallinien N12 und N23.

## Gebäude
An den Platz schließt eine kurze gleichnamige Straße mit folgenden Gebäuden an:
Südseite
- Nr. 2–4: 6-gesch. verklinkertes Eckhaus als Büro- und Geschäftshaus Wührmann am Brill. Der vordere Teil wurde 1886 in der Gründerzeit gebaut und  nach 1945 mehrfach renoviert und umgebaut. Der Anschlussbau zur Langenstraße entstand in den 1980er Jahren nach Plänen von Wilhelm Ude und Planungsgruppe 5 (Bremen).
- Nr. 6: 5-gesch. Gaststätten und Bürohaus
- Nr. 8–16: 6-gesch. Hotel von Motel One; zuvor 5-gesch. Kaufhaus C&A von 1956 nach Plänen von E. A. Gärtner (Essen) das später das Kaufhaus Leffers wurde.
- Nr. 18: 6-gesch. Bürohaus der HUK-Coburg-Versicherung aus den 1990er Jahren
- Nr. 24: 5-gesch. Geschäfts- und Bürohaus aus den 1960er Jahren
- Nr. 26–28: 6-gesch. Eckhaus zur Wenkenstraße als Geschäfts- und Wohnhaus aus den 1970er Jahren

Nordseite
- Nr. 1–3: 3-gesch. historisierendes Eckhaus als ehem. Bankgebäude Sparkasse am Brill von 1906 nach Plänen von Wilhelm Martens (1842–1910, Berlin)
- Nr. 5–9: 5-gesch. gläserne Eingangshalle und Bürogebäude der Sparkasse Bremen von 2001 nach Plänen von Harm Haslob und Peter Hartlich
- Nr. 11: 4-gesch. verputztes Bürohaus der Sparkasse aus der Gründerzeit, Modernisierung um die 1980er Jahre
- Nr. 13: 4-gesch. Geschäfts- und Bürohaus aus den 1960er Jahren, modernisiert
- Nr. 15–17: 5-gesch. Geschäfts- und Bürohaus aus den 1970er Jahren
- Nr. 19: 5-gesch. Geschäfts- und Bürohaus aus den 1960er Jahren
- Nr. 21–23: 5-gesch. Eckhaus zur Hankenstraße als Geschäfts- und Bürohaus der Sparkasse aus den 1960er Jahren